# Erik Landberg (ämbetsman)
Carl Erik Gunnar Landberg, född 12 april 1888 i Rättvik, död 22 mars 1943 i Stockholm, var en svensk ämbetsman. Han var bror till Georg Landberg.
Erik Landberg var son till skogsförvaltaren Carl Magnus Landberg. Han avlade mogenhetsexamen i Falun 1906 och juris kandidatexamen vid Uppsala universitet 1913. Efter tingsmeritering 1913–1916 anställdes han som amanuens vid Sjöförsvarsdepartementet och Kommerskollegium 1916. 1919 befordrades han till extra tjänsteman av första graden i Kommerskollegium och blev sekreterare där 1920. Efter en tids förordnande som kommerseråd på sjöfartsbyrån utnämndes Landberg 1930 till kommerseråd och chef för denna byrå, en befattning han innehade fram till sin död. Vid sin tjänstgöring i Kommersekollegium hade Landberg främst att handha administrativa uppgifter inom sjöfartens område. Han var 1918–1921 biträdande sekreterare och 1921–1929 sekreterare i Sveriges allmänna sjöfartsförening samt ordförande i 1938 års sjöfartskommitté. 1939–1940 var han vice ordförande i Statens sjöfartsnämnd. Från 1938 var Landberg vice ordförande i Statens krigsförsäkringsnämnd och från 1940 i Statens trafikkommission. Han var också betrodd med sekreterarskap eller ledamotskap i flera statliga kommittéer eller sakkunnigutredningar. Landbergs kapacitet togs flera gånger i anspråk vid förhandlingar i sjöfartsfrågor med främmande makter, bland annat vid förhandlingar i Genève 1929 och 1936. Han var vid sin död bland annat ordförande i direktionen för Handelsflottans pensionsanstalt samt ledamot av överstyrelsen för Föreningen Sveriges flotta. Landberg är begravd på Bromma kyrkogård.